# Tenoua
 (juillet 2025).
Si vous disposez d'ouvrages ou d'articles de référence ou si vous connaissez des sites web de qualité traitant du thème abordé ici, merci de compléter l'article en donnant les références utiles à sa vérifiabilité et en les liant à la section « Notes et références ».

Tenoua est un média digital gratuit dirigé par Delphine Horvilleur, qui a pour objectif d’éclairer l’actualité par le prisme de la pensée juive. Publié à l'origine au format papier trimestriel, Tenoua est, depuis 2024, disponible en ligne sur le site Tenoua et sur les réseaux sociaux.
« Tenoua, תנועה » signifie « mouvement » en hébreu.

## Ligne éditoriale
Tenoua publie quotidiennement des contenus accessibles à tous gratuitement, avec pour objectif d’éclairer l’actualité par le prisme de la pensée juive, avec nuance et questionnement.

## Histoire

### Création
La revue Tenou’a a été fondée par le rabbin Daniel Farhi en février 1981. Elle était alors la revue communautaire du MJLF et traitait des actualités communautaires du MJLF, du judaïsme libéral, de l’histoire de la Shoah, de la culture, de questions religieuses et sociétales. Elle a été dirigée successivement par Daniel Farhi (1981 à 2003), Évelyne Vitkine (2004 à 2008), Antoine Spire (2009), Delphine Horvilleur (de septembre 2009 à décembre 2012) et Antoine Strobel-Dahan (depuis 2013).

### Reprise du titre par l'association Tenoua (2013)
En 2013, le MJLF cède le titre Tenou'a à l’association « Tenou’a - Atelier de pensée(s) juive(s) », créée en juillet 2013 pour éditer et développer Tenou’a comme une revue trimestrielle de pensée et d’art juifs. Le titre devient alors une revue indépendante dirigée par :
- directrice de la rédaction : Delphine Horvilleur ;
- rédacteur en chef : Antoine Strobel-Dahan ;
- directeur de la publication : Francis Lentschner ;
- directeur artistique : Élie Papiernik.

De septembre 2013 à avril 2024, le titre est disponible en librairie et sur abonnement.La publication se compose de 4 numéros réguliers et un numéro hors série [Yom HaShoah] consacré à la transmission de la mémoire de la Shoah.
En 2018, l’Association Tenou’a crée les Ateliers Tenou’a, un cercle d’étude mensuel dirigé par Delphine Horvilleur, qui réunit quelque 300 personnes à Paris. Lors de ces ateliers, les participants se penchent sur des textes de la tradition juive pour réfléchir à la façon dont ces textes anciens peuvent être interprétés et réinterprétés. De quelle manière l'exploration de nos héritages nous permet de penser des situations contemporaines.
En 2020, Tenoua commence à investir le champ du multimédia digital avec la publication de son premier podcast en janvier 2021.
Après le 7 octobre 2023, la guerre entre Israel et le Hamas et la résurgence de l’antisémitisme dans les diasporas, et particulièrement en France, Tenoua a encore évolué pour s’adresser au plus grand nombre et aux nouvelles générations. La rédaction est désormais plus réactive, elle propose une grille de lecture juive moderne sur le monde, transmet l’histoire, la culture et l’art juifs et montre l’apport du judaïsme au monde.

### Transformation en média digital gratuit (2024)
En 2024, Tenoua se transforme en média digital indépendant. Il produit des contenus en accès libre sur son site (tenoua.org), ses newsletters gratuites, ainsi que sur ses réseaux sociaux (Facebook, Instagram, LinkedIn, TikTok, YouTube…). Certains contenus sont exclusivement pensés pour ces plateformes afin d’élargir sa portée à un public plus large.
À l’occasion de cette transformation, par souci de simplification et de lisibilité, Tenoua a abandonné l’apostrophe originellement placée entre le u et le a.
La guerre entre Israël et le Hamas déclenchée le 7 octobre 2023, ainsi que la recrudescence de l’antisémitisme, ont incité Tenoua à renforcer sa mission : proposer une lecture juive contemporaine du monde, transmettre l’histoire, la culture et l’art juifs, et affirmer l’apport du judaïsme dans le débat public. Tenoua met également à disposition des ressources intellectuelles pour contrer la désinformation et la radicalisation sur les réseaux sociaux.

### Modèle économique:  Le choix de la gratuité
Tenoua a choisi de rendre ses contenus accessibles gratuitement afin de toucher un public plus large, plus jeune, et éloigné des institutions communautaires, y compris un lectorat non-juif. L’objectif est de proposer une alternative à la désinformation et aux discours extrêmes.
Dans cette dynamique, le système d’abonnement a été supprimé. Le média est ainsi majoritairement financé par ses lecteurs, avec le soutien de fondations, d'institutions et d'entreprises.

### Livre commémoratif du 7 octobre: “Oct.7, à l’ombre de l’art[11]”
En 2024, à l’approche de la commémoration des attaques du 7 octobre 2023, Tenoua a publié un ouvrage collectif consacré aux réponses artistiques et intellectuelles issues de la société israélienne et de la diaspora juive. Ce livre trilingue (français, anglais et hébreu), co-édité avec les éditions Hermann, rassemble une diversité de créations littéraires, visuelles et philosophiques, illustrant les multiples sensibilités qui traversent une société profondément affectée par ces événements. L’intégralité des bénéfices générés par l’ouvrage a été reversée au Forum des familles d’otages.

## Contributeurs

### Auteurs contribuant à «Tenoua»
Parmi les auteurs qui contribuent à Tenou’a se trouvent des rabbins de différentes sensibilités du judaïsme dont Daniel Farhi, Marc-Alain Ouaknin, Rivon Krygier, Yeshaya Dalsace, Haim Nisenbaum, Celia Surget, Philippe Haddad ou Marc Neiger. Interviennent également des économistes comme Jacques Attali, des talmudistes comme Hervé Élie Bokobza, des universitaires comme Ariel Colonomos, Stéphane Encel, Sophie Nizard, Cyril Aslanov ou Brigitte Sion, des psychanalystes comme Gérard Haddad, Daniel Sibony, Régine Waintrater ou Jean-Pierre Winter, des philosophes comme Élisabeth de Fontenay, des scientifiques comme Boris Cyrulnik, Étienne Klein ou Aldo Naouri, ainsi que de nombreux jeunes auteurs.

### Artistes contribuant à «Tenoua»
La recherche d'œuvres originales de qualité est une des missions que s'est fixées la rédaction. On y trouve ainsi des œuvres de Gérard Garouste, Samy Briss, Menashe Kadishman, Walter Spitzer, Tobi Kahn, Moico Yaker, Eran Shakine, Mordecai Moreh, Leonard Nimoy, Ronen Siman Tov, Anat Litwin, Rachel Kainy, Lilach Shahar, Anat Shalev, Yacov Feldman, Guy Raz, Yossi Veissid, Frank Lalou, Alain Kleinman, Mikhail Turovski, parmi d'autres.